# Krajská soutěž – Pardubice 1951
Krajská soutěž – Pardubice 1951 byla po zrušení Celostátního československého mistrovství II jednou z 21 skupin 2. nejvyšší fotbalové soutěže v Československu. V soutěži se utkalo 10 týmů každý s každým dvoukolovým systémem jaro-podzim. 

## Konečná tabulka
| Poř. | Tým                          | Z  | V  | R | P  | VG | OG | B  |
| ---- | ---------------------------- | -- | -- | - | -- | -- | -- | -- |
| 1.   | ZSJ ČSSZ Pardubice           | 18 | 13 | 2 | 3  | 52 | 26 | 28 |
| 2.   | TJ Sokol Kovo Chotěboř       | 18 | 11 | 3 | 4  | 54 | 20 | 25 |
| 3.   | TJ Chemik Semtín Pardubice   | 18 | 9  | 5 | 4  | 50 | 39 | 23 |
| 4.   | DSO Sokol LZ Ústí nad Orlicí | 18 | 9  | 3 | 6  | 49 | 30 | 21 |
| 5.   | Transporta Chrudim           | 18 | 9  | 3 | 6  | 43 | 34 | 21 |
| 6.   | ČSD Česká Třebová            | 18 | 6  | 5 | 7  | 46 | 33 | 17 |
| 7.   | SK Kosmos Čáslav             | 18 | 6  | 3 | 9  | 39 | 41 | 15 |
| 8.   | Sokol Sezemice               | 18 | 6  | 0 | 12 | 31 | 62 | 12 |
| 9.   | Tesla Přelouč                | 18 | 4  | 2 | 12 | 27 | 73 | 10 |
| 10.  | Karosa Vysoké Mýto           | 18 | 3  | 2 | 13 | 24 | 60 | 8  |

Poznámky:
- Z = Odehrané zápasy; V = Vítězství; R = Remízy; P = Prohry; VG = Vstřelené góly; OG = Obdržené góly; B = Body;